# Windows 2.1x
Windows 2.1x, comercialitzat com Windows/286 i Windows/386, és una família de Microsoft Windows amb entorn operatiu basat en Interfície gràfica d'usuari.
Windows/286 2.10 i Windows/386 2.10 van llançats al mercat el 27 de maig de 1988, menys de sis mesos després del llançament de Windows 2.0. Aquestes versions podien prendre avantatge de les característiques de processadors Intel, 80286 i Intel 80386. Cal un disc dur per primera vegada per instal·lar Windows.

## Edicions
Dues edicions de Windows 2.1x van ser comercialitzats, que van aprofitar el processador d'Intel per al qual van ser dissenyats.

### Windows/286
Windows/286 s'aprofita de la HMA per augmentar la memòria disponible per a programes de Windows. Es va introduir el HIMEM.SYS, DOS, controlador de dispositius per a aquest propòsit. També inclou suport per a diversos taulers d'EMS, encara que aquest suport no està relacionat amb el processor Intel 80286. La naturalesa segmentada Windows en programai de 16 bits és bastant adequat per a l'ús dels SGA, com porcions de codi i les dades es poden fer visibles al primer megabyte de la memòria accessibles als programes de mode real només quan el programa s'utilitza se li dona el control. Microsoft recomanava als usuaris configurar els seus ordinadors amb només amb 256KB de memòria principal, deixant l'espai d'adreces de 256 a 640 KB disponibles per a l'assignació dinàmica de memòria expandida.
Malgrat el seu nom, Windows/286 estava en ple funcionament en un processador 8088 o 8086. Windows/286 simplement no faria servir l'àrea de memòria alta, ja que cap processador existeix en una classe 8086; però, la EMS encara es podria utilitzar, si està present. Uns venedors de Ordinadors Personals envien Windows/286, amb 8.086 peces de metall; un exemple va ser IBM PS/2 Model 25, que tenia una opció per enviar un «DOS 4.00 i Windows kit» per als mercats de l'ensenayment, que inclou processador de textos i programari de presentació útil per als estudiants, el que va provocar certa confusió quan els compradors d'aquest sistema van rebre un quadre anomenat Windows/286 amb una màquina que era sens dubte menys d'una 80286.

### Windows/386
El programari Windows/386 era molt més avançat que el seu predecessor. Es va introduir un nucli amb mode protegit, sobre del qual la interfície gràfica d'usuari i les aplicacions s'executen com tasques en mode 8086 virtual. Va permetre a diversos programaris de MS-DOS que s'executin en paral·lel amb la «virtual 8086» manera de la unitat central de processament, en lloc d'estar sempre en suspensió les aplicacions en segon pla. (Aplicacions de Windows ja es podrien executar en paral·lel a través de la multitasca cooperativa.) Amb l'excepció d'uns pocs kilobytes de les despeses generals, cada aplicació DOS podria utilitzar qualsevol memòria disponible abans que s'iniciï Windows.
Windows/386 també proporciona una emulació EMS, l'ús de les funcions de gestió de memòria del 80386 per memòria RAM més enllà de 640K es comporten com el record peraltada abans només subministrada per targetes addicionals i utilitzats per les aplicacions més populars de DOS. (Per sobreescriure l'arxiu WIN200.BIN amb COMMAND.COM, és possible utilitzar l'emulació EMS en el DOS sense arrencar la interfície gràfica de Windows.) No hi va haver suport per a memòria virtual basat en disc, per la qual cosa múltiples programes de DOS havien de cabre dins de la memòria física disponible; Per tant, la compra de Microsoft va suggerir memòria addicional i targetes si cal.
Cap d'aquestes versions va treballar amb administradors de memòria de DOS com CEMM o QEMM o amb extensors de DOS, que tenen la seva pròpia gestió d'estesa i executar en mode protegit també. Això ha estat corregit en la versió 3.0, que és compatible amb Programa Virtual de Control (VCPI) en la "manera estàndard" i amb DPMI a "millorar 386" (totes les versions de Windows des de 3,0-98 hi ha una llacuna en EMM386 per configurar la manera protegida). Windows 3.0 també tenia la capacitat d'utilitzar el DWEMM Direct Write Enhanced Memory Module millorada. Això és el que permet que la interfície gràfica d'usuari sigui molt més ràpid i més elegant, així com al suport de memòria estesa.

## Windows 2.11
El 13 de març de 1989, de Windows 2.11 va ser llançada amb les edicions Windows/386 i Windows/286, amb alguns canvis de menor importància en la gestió de memòria, suport amb AppleTalk i la impressió més ràpida i controladors d'impressora actualitzats.
Windows 2.11 va ser substituïda per Windows 3.0 el maig de 1990, però amb el suport de Microsoft durant dotze anys, fins a 31 de desembre del 2001.